# Московская академия хореографии
Московская государственная академия хореографии — федеральное государственное бюджетное образовательное учреждение высшего профессионального образования, старейший театральный вуз России.

## История
Указом Екатерины II в 1773 году у при Московском воспитательном доме были созданы классы изящных искусств, в состав которых входил и класс танцевания. В 1783 году Екатерина II подписала рескрипт о создании Особого комитета для управления театрами. В 16 пункте рескрипта было записано:
Под ведение комитета и директора иметь школу, в которой российские обоего пола должны учиться и приуготовляемы быть к театру Российскому, к музыке, к танцеванию и к разным мастерствам при театрах необходимо нужных.
Первый выпуск состоялся в 1779 году. В 1784 году классы были переданы в ведение Петровского театра, в 1806 году — в ведение Конторы императорских театров с преобразованием их в Московское императорское театральное училище.
В 1920—1961 годах учебное заведение сменило несколько названий, но во всех наименованиях упоминался ГАБТ. С 1961 года Московское академическое училище Минкультуры СССР, с 1987 — Московский государственный хореографический институт, с 1995 — Московская государственная академия хореографии.
В 1968 году по проекту архитекторов Виктора Лебедева и Александра Ларина на 2-й Фрунзенской улице был построен комплекс зданий Академии, за который архитекторы получили Государственную премию РСФСР в области архитектуры. В 1975 году перед зданием была установлена трёхфигурная композиция «Балет» работы скульптора Ангелины Филипповой.

## Руководители
- 1773—1777 — Беккари, Филиппо
- 1778—1783 — Парадиз, Леопольд
- 1783—1805 — Морелли, Казимо
- 1806—1808 — Ламираль, Жан
- 1808—1811 — Лефевр, Доминик
- 1811—1839 — Глушковский, Адам Павлович
- 1839—1846 — Богданов, Константин Фёдорович
- 1846—1850 — Манохин, Фёдор Николаевич
- 1858—1869 — Манохин, Фёдор Николаевич
- 1869—1872 — Малавернь, Пьер Фредерик
- 1872—1874 — Легат, Густав
- 1874—1883 — Соколов, Сергей Петрович
- 1883—1898 — Богданов, Алексей Николаевич
- 1898—1902 — Гельцер, Василий Фёдорович
- 1902—1907 — Горский, Александр Алексеевич
- 1907—1917 — Тихомиров, Василий Дмитриевич — народный артист Республики
- 1917—1924 — Горский, Александр Алексеевич — художественный руководитель
- 1931—1936 — Семёнов, Виктор Александрович — художественный руководитель, заслуженный артист РСФСР, профессор
- 1937—1941 — Гусев, Петр Андреевич — художественный руководитель, народный артист РСФСР, профессор
- 1942—1945 — Тарасов, Николай Иванович — художественный руководитель и директор, заслуженный артист РСФСР, лауреат Государственной премии СССР, профессор
- 1945—1947 — Захаров, Ростислав Владимирович — художественный руководитель и директор, народный артист СССР, лауреат Государственных премий СССР, профессор
- 1948—1953 — Лавровский, Леонид Михайлович— художественный руководитель, народный артист СССР лауреат Государственной премии СССР, профессор
- Рафаилов, Иосиф Артемьевич — директор
- 1953—1954 — Тарасов, Николай Иванович — художественный руководитель, заслуженный артист РСФСР, лауреат Государственной премии СССР, профессор
- 1954—1958 — Габович, Михаил Маркович — художественный руководитель, народный артист РСФСР, лауреат Государственной премии СССР
- Бочарникова, Элла Викторовна — директор
- 1959—1964 — Кондратов, Юрий Григорьевич — художественный руководитель, народный артист РСФСР
- 1960—2001 — Головкина, Софья Николаевна — народная артистка СССР, лауреат Государственной премии, профессор, академик, обладатель приза «Душа Танца». 1960—1987 — директор Московского академического хореографического училища; 1987—1995 — ректор-директор Московского академического хореографического училища и Московского государственного хореографического института; 1995—2001 — ректор Московской государственной академии хореографии.
- 1964—1967 — Леонид Михайлович Лавровский художественный руководитель, народный артист СССР, лауреат Государственной премии СССР, профессор
- 1968—1972 — Ермолаев, Алексей Николаевич — художественный руководитель, народный артист СССР, лауреат Государственных премий СССР
- 1973—1987 — Мартиросян, Максим Саакович — художественный руководитель, народный артист РСФСР, лауреат Всесоюзного конкурса балетмейстеров
- 1988—1993 — Уксусников, Игорь Валентинович — художественный руководитель, заслуженный деятель искусств РСФСР, профессор
- 2001—2002 — Акимов, Борис Борисович — и. о. ректора, народный артист СССР, лауреат Государственной премии СССР, профессор, обладатель приза «Душа танца»;
- 2002—2024 — Леонова, Марина Константиновна — ректор, народная артистка России, профессор;
- 2024—н. в. — Захарова, Светлана Юрьевна — и. о. ректора, народная артистка России.

## Кафедры
- Кафедра классического танца
- Кафедра классического и дуэтного танца
- Кафедра народно-сценического, историко-бытового и современного танца
- Кафедра хореографии и балетоведения
- Кафедра концертмейстерского мастерства и музыкального образования
- Кафедра гуманитарных, социально-экономических дисциплин и менеджмента исполнительских искусств

## Известные педагоги
- Мессерер, Асаф Михайлович — народный артист СССР, лауреат Государственных премий
- Тарасов, Николай Иванович — заслуженный артист РСФСР, лауреат Государственной премии, профессор
- Моисеев, Игорь Александрович — народный артист СССР, Герой Социалистического Труда, лауреат Ленинской и Государственных премий, почётный член Академии танца в Париже
- Захаров, Ростислав Владимирович — народный артист СССР лауреат Государственной премии, профессор
- Устинова, Татьяна Алексеевна — народная артистка СССР, лауреат Государственной премии
- Габович, Михаил Маркович — народный артист РСФСР, лауреат Государственной премии
- Семёнова, Марина Тимофеевна — Герой Социалистического Труда, народная артистка СССР, лауреат Государственной премии, профессор
- Лавровский, Леонид Михайлович — народный артист СССР, лауреат Государственной премии, профессор
- Лиепа, Марис-Рудольф Эдуардович — народный артист СССР, лауреат Ленинской премии
- Пестов, Пётр Антонович — заслуженный артист СССР, заслуженный деятель искусств Российской Федерации, преподаватель мужского класса

## Выпускники
- Дарья Лопухина (1819, выпуск А. П. Глушковского)
- Татьяна Карпакова (1831, выпуск Ф. Гюллень-Сор)
- Прасковья Лебедева (1857, педагоги Ф. Н. Манохин, Ф. Монтассю)
- Полина Карпакова (1865, педагоги К. Блазис, Ф. Н. Манохин)
- Лидия Гейтен (1874, выпуск Г. И. Легата)
- Аделина Джури (1891, выпуск Х. Мендеса)
- Екатерина Гельцер (1894)
- Вера Каралли (1906, выпуск А. А. Горского)
- Викторина Кригер (1910, выпуск В. Д. Тихомирова)
- Николай Тарасов (1920, выпуск Н. Г. Легата)

### Народные артисты СССР
- Асаф Мессерер (1921, выпуск А. А. Горского)
- Павел Вирский (1928, выпуск А. М. Мессерера)
- Ольга Лепешинская (1933, выпуск А. И. Чекрыгина)
- Софья Головкина (1933, выпуск А. И. Чекрыгина)
- Михаил Годенко (1939)
- Майя Плисецкая (1943, выпуск Е. П. Гердт)
- Раиса Стручкова (1944, выпуск Е. П. Гердт)
- Виолетта Бовт (1944, выпуск М. А. Кожуховой)
- Лариса Сахьянова (1946, педагоги Е. А. Лапчинская, Л. И. Рафаилова, М. М. Леонтьева)
- Лев Голованов (1947)
- Лидия Крупенина (1947, выпуск М. М. Леонтьевой)
- Николай Фадеечев (1952, выпуск А. М. Руденко)
- Михаил Лавровский (1952, педагоги Н. И. Тарасов, Г. М. Евдокимов)
- Марина Кондратьева (1952, выпуск Г. П. Петровой)
- Бернара Кариева (1955, выпуск М. А. Кожуховой)
- Мира Кольцова (1957)
- Владимир Васильев (1958, выпуск М. М. Габовича)
- Екатерина Максимова (1958, выпуск Е. П. Гердт)
- Наталия Бессмертнова (1961, выпуск С. Н. Головкиной)
- Нина Сорокина (1961, выпуск С. Н. Головкиной)
- Юрий Владимиров (1962, выпуск А. Н. Ермолаева)
- Борис Акимов (1965, выпуск М. Э. Лиепа)
- Рамазан Бапов (1966, выпуск А. М. Руденко)
- Вячеслав Гордеев (1968, выпуск П. А. Пестова)
- Маргарита Дроздова (1967, выпуск С. М. Мессерер)

#### Народные артисты РСФСР
- Михаил Габович (1924, педагоги А. А. Горский, В. Д. Тихомиров)
- Юрий Кондратов (1940, педагоги Н. И. Тарасов, А. А. Царман, П. А. Гусев).
- Инна Зубковская (1941, выпуск М. А. Кожуховой)
- Юрий Жданов (1944, выпуск Н. И. Тарасова)
- Александр Лапаури (1944, выпуск Н. И. Тарасова)
- Римма Карельская (1946, выпуск М. А. Кожуховой)
- Наталия Касаткина (1953, выпуск С. М. Мессерер)
- Александр Богатырёв (1968, выпуск П. А. Пестова)

### Народные артисты России
- Владимир Василёв (1949)
- Марина Леонова (1968, выпуск С. Н. Головкиной)
- Елена Щербакова (1969)
- Валерий Анисимов (1972, педагоги В. Л. Никонов, М. Э. Лиепа, П. П. Пестов)
- Мария Былова (1974)
- Валерий Лантратов (1976)
- Александр Ветров (1979, выпуск П. П. Пестова)
- Андрис Лиепа (1980, выпуск А. А. Прокофьева)
- Нина Ананиашвили (1981, выпуск Н. В. Золотовой)
- Илзе Лиепа (1981, выпуск Н. В. Золотовой)
- Галина Степаненко (1984, выпуск С. Н. Головкиной)
- Надежда Грачёва (1987, выпуск С. Н. Головкиной)
- Сергей Филин (1988)
- Юрий Клевцов (1988, выпуск А. А. Прокофьева)
- Андрей Уваров (1989, выпуск А. И. Бондаренко)
- Анна Антоничева (1991, выпуск С. Н. Головкиной)
- Дмитрий Белоголовцев (1992, выпуск А. И. Бондаренко)
- Николай Цискаридзе (1992, выпуск П. П. Пестова)
- Дмитрий Гуданов (1994, выпуск Л. Т. Жданова[англ.])
- Мария Александрова (1997, выпуск С. Н. Головкиной)
- Наталья Ледовская (1986, выпуск Г. К. Кузнецова)

## Награды
- Орден Трудового Красного Знамени
- Благодарность Президента Российской Федерации (27 февраля 2023 года) — за заслуги в развитии отечественной культуры и искусства, многолетнюю плодотворную деятельность[3].
- Почётная грамота Московской городской думы (19 ноября 2008 года) — за заслуги перед городским сообществом[4]